# Вектор Бюргерса
Вектор Бю́ргерса (b) — количественная характеристика, описывающая искажения кристаллической решётки вокруг дислокации.
Важнейшие виды линейных дефектов — краевые и винтовые дислокации. Краевая дислокация представляет собой край «лишней» полуплоскости в решётке. Вокруг дислокаций решётка упруго искажена.

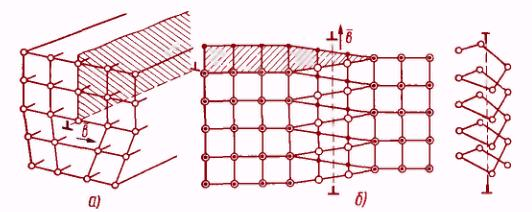
Схемы краевой (а) и винтовой (б) дислокаций

Мерой искажения служит так называемый вектор Бюргерса. Он получается, если в реальном кристалле обойти контур, который был бы замкнутым в идеальном кристалле (например, в примитивном кристалле кубической сингонии это контур «n связей вверх, m связей вправо, n связей вниз, m связей влево»), заключив дислокацию «внутрь» контура. Как видно на рисунке, в реальном кристалле контур окажется незамкнутым. Вектор b, который нужен для замыкания контура, называется вектором Бюргерса.

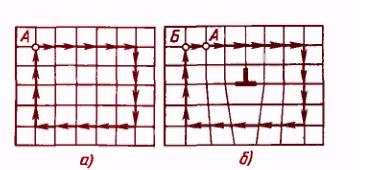
Определение вектора Бюргерса

Величина и направление вектора не зависят от размеров контура Бюргерса и выбора точки начала контура, а полностью определяются видом дислокации. У краевой дислокации вектор Бюргерса равен межатомному расстоянию и перпендикулярен дислокационной линии, у винтовой дислокации — параллелен ей.
Полные дислокации легко перемещаются под действием напряжений в отличие от частичных дислокаций, у которых вектор Бюргерса меньше межатомного расстояния.
Скачок вектора Бюргерса в некоторой точке означает, что дислокация ветвится.
Если точек ветвления нет, то вектор Бюргерса остаётся неизменным вдоль всей длины дислокации, поэтому дислокация не может начинаться или обрываться внутри кристалла.
Внутри кристалла дислокации связаны в единую объемную сетку; в каждом узле сетки соединены три дислокации и сумма их векторов Бюргерса равна нулю.
В кристаллах содержатся дислокации разных знаков, различающиеся ориентаций векторов Бюргерса. Дислокации одного знака, расположенные в одной плоскости, отталкиваются друг от друга, а противоположных знаков — притягиваются.